# Comuna Brebu, Prahova
Brebu este o comună în județul Prahova, Muntenia, România, formată din satele Brebu Mânăstirei (reședința), Brebu Megieșesc, Pietriceaua și Podu Cheii.

## Așezare
Comuna se află pe malul stâng al Doftanei, la nord-est de Câmpina, la altitudinea de 496 de metri. Este străbătută de șoseaua județeană DJ214, care o leagă spre sud de Câmpina și Telega, și spre est de Aluniș.

## Demografie
Componența etnică a comunei Brebu
     Români (93,39%)
     Alte etnii (0,11%)
     Necunoscută (6,51%)
Componența confesională a comunei Brebu
     Ortodocși (91,65%)
     Alte religii (1,23%)
     Necunoscută (7,12%)
Conform recensământului efectuat în 2021, populația comunei Brebu se ridică la 6.576 de locuitori, în scădere față de recensământul anterior din 2011, când fuseseră înregistrați 7.103 locuitori. Majoritatea locuitorilor sunt români (93,39%), iar pentru 6,51% nu se cunoaște apartenența etnică. Din punct de vedere confesional, majoritatea locuitorilor sunt ortodocși (91,65%), iar pentru 7,12% nu se cunoaște apartenența confesională.

## Politică și administrație
Comuna Brebu este administrată de un primar și un consiliu local compus din 15 consilieri. Primarul, Gheorghe-Adrian Ungureanu[*], de la Partidul Național Liberal, este în funcție din 2012. Începând cu alegerile locale din 2024, consiliul local are următoarea componență pe partide politice:
|  | Partid                          | Consilieri | Componența Consiliului | Componența Consiliului | Componența Consiliului | Componența Consiliului | Componența Consiliului | Componența Consiliului | Componența Consiliului |
|  | ------------------------------- | ---------- | ---------------------- | ---------------------- | ---------------------- | ---------------------- | ---------------------- | ---------------------- | ---------------------- |
|  | Partidul Național Liberal       | 7          |                        |                        |                        |                        |                        |                        |                        |
|  | Partidul Social Democrat        | 6          |                        |                        |                        |                        |                        |                        |                        |
|  | Alianța pentru Unirea Românilor | 1          |                        |                        |                        |                        |                        |                        |                        |
|  | Partidul România în Acțiune     | 1          |                        |                        |                        |                        |                        |                        |                        |

## Istorie
Cel mai vechi document  care atestă vechimea localității datează din 1543, când Brebu figurează în socotelile Brașovului ca participând la schimbul de mărfuri.
În 1810,  așezarea era un sat cu 183 de familii. La sfârșitul secolului al XIX-lea, comuna avea aceeași compoziție ca și astăzi, aflându-se în plaiul Prahova al județului Prahova. Avea 3272 de locuitori, o școală datând de pe la jumătatea aceluiași secol, în care în 1892 învățau 81 de copii și două biserici: una aparținând mănăstirii Brebu și alta în satul Pietriceaua, construită în 1855 de către locuitori. Localnicii se ocupau cu agricultura (cultura porumbului și ovăzului, apicultura, cultura pomilor fructiferi – meri, peri, cireși, nuci), precum și cu croitoria și pietrăria, desfăcându-și produsele la Câmpina.
În 1925, Anuarul Socec consemnează comuna cu o populație de 4995 de locuitori, în aceeași plasă Prahova din județul Prahova.
În 1938, comuna s-a regăsit în plasa Câmpina din județul Prahova, după care în 1950 a fost alocată raionului Câmpina din regiunea Prahova și apoi din regiunea Ploiești. În 1968, a redevenit parte a reînființatului județ Prahova, păstrându-și compoziția de-a lungul secolului al XX-lea.

## Monumente istorice
În comuna Brebu se află mănăstirea Brebu (1640–1650) din satul Brebu Mânăstirei, ansamblu-monument istoric de arhitectură de interes național, format din biserica „Sfinții Mihail și Gavril”, casa domnească, ruinele chiliilor, turnul-clopotniță și zidul de incintă. În rest, singurul obiectiv din comună inclus în lista monumentelor istorice din județul Prahova ca monument de interes local, clasificat tot ca monument de arhitectură, este casa Vasile C. Topală (sfârșitul secolului al XIX-lea) din satul Brebu Megieșesc.

## Personalități
- Ștefan Vlad (1948 - 2020), profesor, cântăreț de muzică populară din Dobrogea